# Robin van Persie
Robin van Persie (IPA: [ˈrɔbɪn ɸɑn ˈpɛrsiː]) (Rotterdam, 6 agosto 1983) è un allenatore di calcio ed ex calciatore olandese, di ruolo attaccante, tecnico del Feyenoord.
Dopo aver iniziato la carriera nel Feyenoord, dove ha vinto una Coppa UEFA, dal 2004 al 2012 ha militato nell'Arsenal, vincendo una FA Cup e un Community Shield. Tra il 2012 e il 2015 veste la maglia del Manchester Utd, dove conquista una Premier League e un altro Community Shield. Nel 2015 passa al Fenerbahçe, restandovi fino al 2018. Tornato al Feyenoord, disputa l'ultimo anno da calciatore vincendo una Coppa dei Paesi Bassi e una Supercoppa dei Paesi Bassi.
Considerato uno dei calciatori più forti della sua generazione, è il primatista di reti con la maglia della nazionale olandese (50) nella cui Hall of Fame è stato inserito nel 2022.

## Biografia
Secondo quanto riportato da France Football, nel 2016 è stato il quinto calciatore più ricco del mondo con 25 milioni guadagnati tra ingaggio e sponsor.

## Caratteristiche tecniche

### Giocatore
Agli inizi della sua carriera veniva schierato come ala sinistra; successivamente ha invece giocato come trequartista e soprattutto come punta; ruolo, quest'ultimo, in cui, specialmente nel decennio che va tra il 2005 e il 2015, si è affermato come uno dei migliori calciatori in circolazione.
Giocatore completo, era dotato di buona forza fisica e di una perfetta coordinazione; risultava inoltre un buon colpitore di testa e un ottimo dribblatore. La caratteristica principale di Van Persie era il tiro, soprattutto quello dalla distanza, ma aveva anche delle doti da ottimo assist man, grazie alla precisione dei suoi passaggi  Dotato di grande velocità, prediligeva il piede sinistro. Era molto bravo a battere le punizioni.

## Carriera

### Giocatore

#### Club

##### Feyenoord
Iniziò la carriera nelle giovanili della squadra olandese SBV Excelsior nel 2000. Dopo aver firmato con il Feyenoord, debuttò in prima squadra a diciassette anni e sei mesi e dunque, all'inizio della stagione seguente, firmò un primo contratto professionistico dalla durata di tre anni e mezzo; giocò inizialmente fra le riserve concludendo la stagione in prima squadra. Realizzò in totale 28 presenze con 8 gol all'attivo; inoltre la squadra arrivò in finale nella Coppa d'Olanda. Nella stagione 2003-2004 collezionò 28 presenze con 6 gol all'attivo.

##### Arsenal

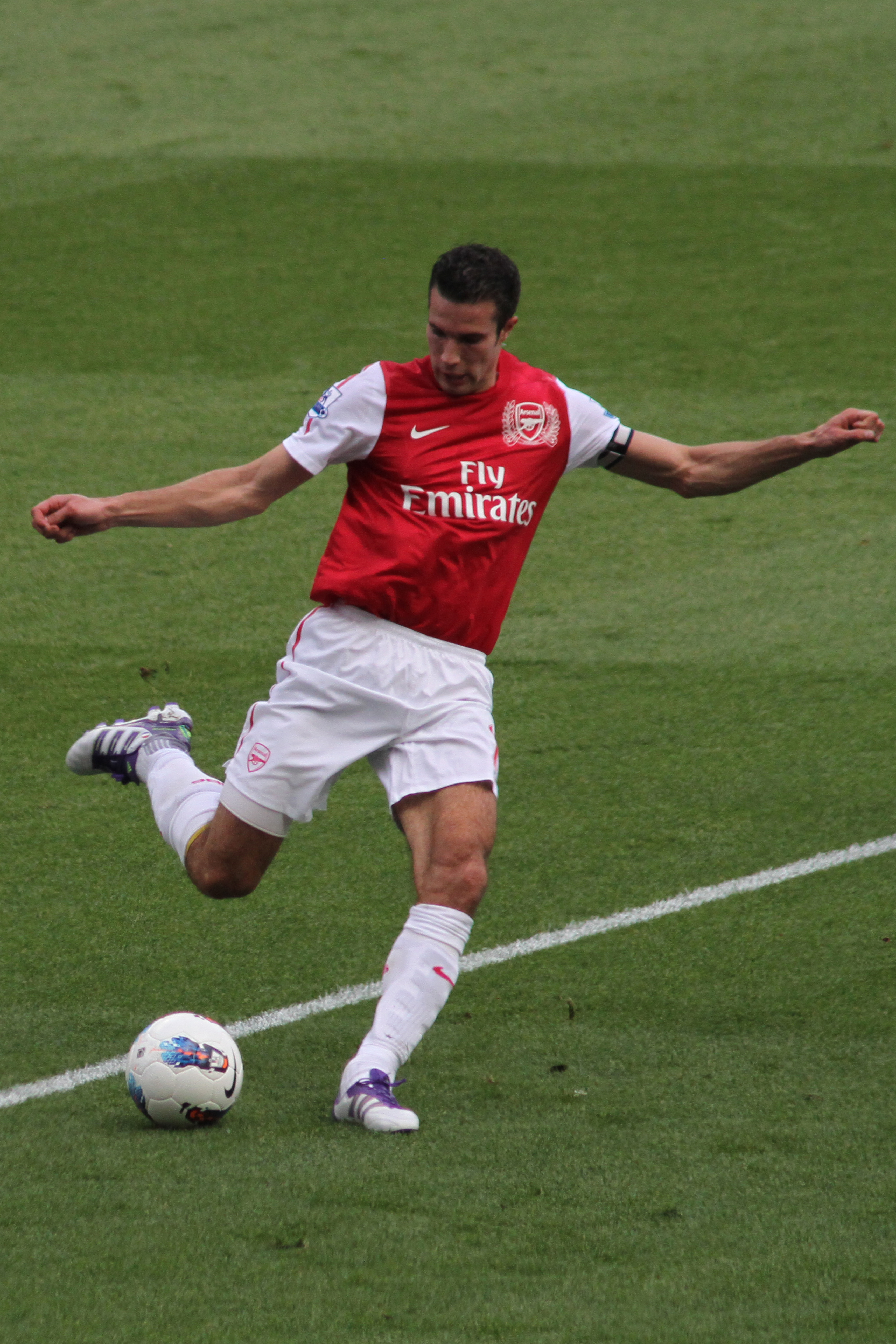
Van Persie con la maglia dell'Arsenal nel 2011

Il 17 maggio 2004 si trasferì all'Arsenal per circa 3 milioni di sterline, e firmò un contratto di quattro anni con la squadra londinese. Debuttò nella partita di FA Community Shield vinto dall'Arsenal per 3-1 contro il Manchester United l'8 agosto 2004. La maggior parte dell'inizio della stagione 2004-2005 Van Persie lo spese in panchina. Il 27 ottobre segnò il gol d'apertura della partita vinta 2-1 dall'Arsenal.
Nel suo ritorno in prima squadra segnò numerosi gol, inclusi due nella semifinale di FA Cup contro il Blackburn che consentirono la vittoria dell'Arsenal. Segnò anche il gol contro il West Bromwich Albion che aiutò l'Arsenal a mantenere la seconda posizione in Premiership. Chiuse la stagione con 10 gol in 40 presenze.
Le sue prestazioni gli fecero ottenere il premio Giocatore del mese di novembre a seguito dei suoi otto gol in otto partite e il 4 gennaio fu ricompensato con il prolungamento del contratto di 5 anni, fino al 2011. Due giorni dopo aver firmato il contratto, Van Persie subì un infortunio in seguito a un intervento di un avversario sulla sua gamba e si ruppe il dito durante la partita di FA Cup contro il Cardiff. Con la squadra arriva in finale di Champions League, persa 2-1 contro il Barcellona, in cui non scese in campo.
La stagione 2006-2007 iniziò con un gol al volo contro il Charlton Athletic nominato dalla BBC Gol del Mese di settembre, e fu incoronato nel calendario dell'anno 2006 come Sportivo dell'anno di Rotterdam. Il 21 gennaio si ruppe il quinto metatarso del piede destro nella partita contro il Manchester United. Finì la stagione come capocannoniere della squadra con 13 gol.
Nella stagione 2007-2008, dopo un periodo di sette gol in dieci partite, Van Persie rimase fermo per due mesi per un infortunio sofferto durante un impegno internazionale. Tornò in campo nella partita del girone di Champions League vinta contro la Steaua Bucarest il 12 dicembre. Con il capitano Cesc Fàbregas infortunato e il vice Almunia a riposo, Van Persie ha indossato, per la prima volta, la fascia di capitano dell'Arsenal il 3 gennaio 2009 nella vittoria per 3-1, nel terzo turno di FA Cup, contro il Plymouth Argyle.
Nella stagione 2009-2010, durante la partita contro il Manchester City il suo ex compagno di squadra Emmanuel Adebayor,in un contrasto con van Persie, lo colpisce sullo zigomo con i tacchetti, venendo poi squalificato, e il 14 novembre 2009, nel corso dell'amichevole Italia-Olanda, subisce un contrasto duro del difensore azzurro Giorgio Chiellini e lascia il campo in barella; gli esami post-partita rivelano la rottura dei legamenti della caviglia: Van Persie non tornerà in campo prima di aprile 2010. Sul finire della stagione 2010-2011 torna titolare segnando 14 gol nelle ultime 14 partite.
Inizia la stagione 2011-2012 con un goal a Udine in cui la sua squadra, dopo la vittoria in casa per 1-0, vince 2-1 anche al Friuli e passa i Preliminari di Champions League qualificandosi alla fase finale del torneo. Il 29 ottobre 2011, con la tripletta di Van Persie l'Arsenal vince al Stamford Bridge con il risultato di 5-3. Il 4 febbraio 2012 sigla un'altra tripletta personale nella partita vinta per 7-1 contro il Blackburn.
L'11 aprile 2012, segna il gol del vantaggio nella vittoria per 3-0 contro il Wolverhampton su calcio di rigore diventando così il secondo giocatore a segnare a 17 squadre diverse in una singola stagione in Premier League. Il 22 aprile 2012 viene eletto Calciatore dell'anno in Inghilterra divenendo così il 5º giocatore nella storia dell'Arsenal ad alzare questo trofeo dopo la "doppietta" di Thierry Henry nel 2002-2003 e 2003-2004. Era dal 1998, quando un altro Gunners Dennis Bergkamp era stato nominato Calciatore dell'anno in Inghilterra, che il premio non veniva assegnato a un olandese. Due giorni dopo viene incoronato tale anche dalla stampa sportiva. Termina la stagione con 30 gol all'attivo (record personale in una stagione) diventando così il capocannoniere della stagione di Premier League 2011-2012. Nell'estate 2012 annuncia, tramite il suo sito ufficiale, che non rinnoverà il contratto con l'Arsenal che lo lega fino a giugno 2013.

##### Manchester United

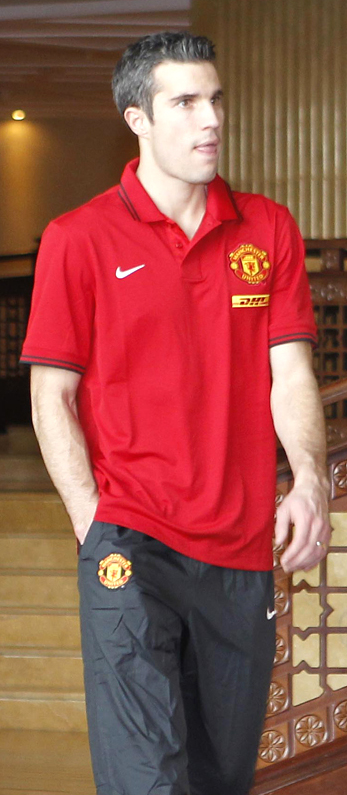
Van Persie al Manchester United nel 2013

Il 17 agosto 2012 passa ufficialmente al Manchester United, firmando un contratto di quattro anni, per una cifra vicina ai 23 milioni di sterline (circa 28 milioni di euro). Esordisce a Goodison Park nella 1ª giornata di campionato, nella partita persa per 1-0 dai Red Devils contro l'Everton, subentrando a Danny Welbeck. Il 25 agosto arriva la sua prima rete con la nuova maglia nella vittoria per 3-2 contro il Fulham. Il 2 settembre realizza la prima tripletta con la maglia dei Red Devils ai danni del Southampton, portandosi a quota 100 reti in Premier League. Il 2 ottobre realizza una doppietta in Champions League nella trasferta in Romania in casa del Cluj, valida per la seconda giornata dei gironi di qualificazione della stessa competizione.
Il 22 aprile 2013, a quattro giornate dalla fine del campionato, vince aritmeticamente la sua prima Premier League, grazie alla vittoria interna per 3-0 con l'Aston Villa, dove è autore di una tripletta. Contestualmente, realizza la rete che, nell'ottobre del 2016, verrà premiata come gol più bello della storia della Premier League (limitatamente a quelle realizzate da giocatori con almeno 100 reti all'attivo nella competizione). Diventa così per la seconda volta (consecutiva) capocannoniere della Premier League con 26 gol davanti a Luis Suárez del Liverpool (23).
L'11 agosto 2013 segna una doppietta contro il Wigan, decretando così il 2-0 con il quale lo United si aggiudica il FA Community Shield 2013. Il 19 marzo 2014 realizza una tripletta contro l'Olympiakos che permette al Manchester United di accedere ai quarti di finale della Champions League 2013/14.
La nuova stagione si apre con l'avvento in panchina del nuovo tecnico olandese Louis van Gaal. L'8 febbraio in occasione della gara pareggiata 1-1 sul campo del West Ham raggiunge quota 100 presenze con la maglia del Manchester United fra tutte le competizioni. Complessivamente con la maglia del Manchester ha segnato 58 gol in 105 partite.

##### Fenerbahçe
L'11 luglio 2015 viene acquistato dai turchi del Fenerbahçe per 5,5 milioni di euro.
Il 6 novembre 2016, dopo uno scontro di gioco con Abdoul Sissoko nel corso della partita vinta per 3-1 contro l'Akhisar Belediyespor, resta vittima di un grave infortunio all'occhio sinistro, subendo la lacerazione e il sanguinamento della palpebra, non rischiando però la perdita della vista come invece era trapelato in un primo momento.
Chiude la sua esperienza turca, durata due anni e mezzo, con 25 gol in 57 presenze in campionato.

##### Ritorno al Feyenoord e ritiro
Il 19 gennaio 2018 rescinde il contratto con il Fenerbahçe e fa ritorno al Feyenoord, squadra che lo aveva lanciato 17 anni prima. Entrato al 78º minuto del match contro il Groningen, dopo pochi secondi segna il gol del 3-0: l'ultima rete con i biancorossi risaliva al 15 febbraio 2004. Vince la sua prima Coppa d'Olanda il 22 aprile seguente, realizzando un goal in finale contro l'AZ.
Il 4 agosto vince la Supercoppa d’Olanda ai rigori contro il PSV. Il 30 settembre Van Persie disputa la sua centesima gara in assoluto con la maglia del Feyenoord, siglando peraltro la sua trentaquattresima rete con il club olandese, nonché rimediando il suo secondo cartellino rosso con la maglia del club (il primo risaliva al 4 maggio 2003, ovvero alla sfida di campionato contro l'Utrecht). Il 3 marzo 2019 Van Persie realizza una tripletta nel match casalingo contro l’Emmen vinto 4-0, valido per la 24ª giornata di campionato. Il 12 maggio, nella sconfitta interna contro l’ADO Den Haag (0-2), disputa la sua ultima partita da professionista, annunciando il suo addio al calcio giocato a 36 anni e venendo omaggiato dal De Kuip. Complessivamente con la maglia del Feyenoord ha messo insieme 122 presenze e 46 gol con tre trofei vinti e con tutti i club in 18 anni ha giocato 591 partite segnando 271 gol.

#### Nazionale

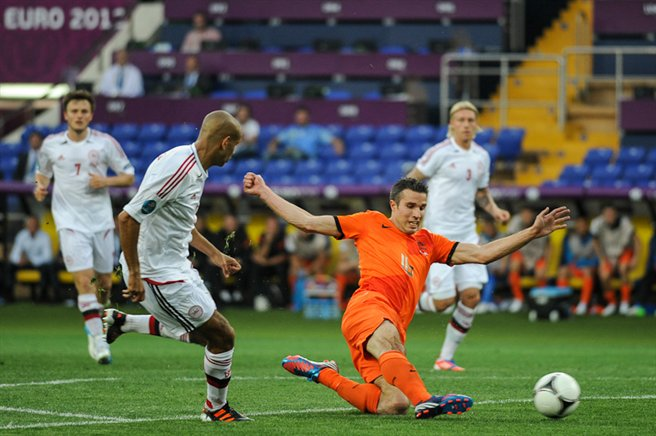
Van Persie con la maglia della nazionale olandese nel 2012

Van Persie iniziò la sua carriera internazionale nella nazionale Under-21 e ha partecipato, nel 2004 e nel 2006 alle qualificazioni per il campionato europeo di categoria. Van Persie è stato utilizzato in ruoli a lui non congeniali, come ala sinistra, per la presenza di attaccanti di ruolo più adatti, come Klaas-Jan Huntelaar. Gli Oranje non si qualificarono per gli europei U-21 del 2004, e lui non partecipò ad altre competizioni poiché fu convocato dalla nazionale maggiore per i Mondiali del 2006. Il 4 giugno 2005 ottenne la sua prima presenza in nazionale, nella partita vinta 2-0 con la Romania, e, quattro giorni dopo, realizzò la sua prima rete in nazionale nella partita vinta per 4-0 sulla Finlandia.
Pur non essendo titolare nell'Arsenal, Van Persie giocò tutte e quattro le partite dell'Olanda ai Mondiali del 2006, segnando anche un gol contro la Costa d'Avorio nei gironi. La sua nazionale uscì agli ottavi, eliminata dal Portogallo. Il 6 settembre 2006 mise a segno la sua prima doppietta in nazionale, nella partita di qualificazione agli Europei del 2008 vinta per 3-0 contro la Bielorussia. La sua squadra si qualificò poi per la competizione, in cui uscì ai quarti di finale, battuta dalla Russia. Realizzò due gol, entrambi nella fase a gironi, il primo nella partita vinta 4-1 con la Francia, il secondo contro la Romania, in cui fissò il risultato sul 2-0.
Fu convocato per i Mondiali del 2010 in Sudafrica. Realizzò un solo gol, con il quale aprì le marcature nella partita vinta 2-1 con il Camerun, nella fase a gironi. Gli Oranje arrivarono fino in finale, dove furono battuti dalla Spagna per 1-0 dopo i tempi supplementari. Il 2 settembre 2011, nella partita vinta per 11-0 sul San Marino valida per le qualificazioni agli Europei 2012, segna quattro reti. Venne convocato anche per Euro 2012, dove andò a segno da fuori area il 13 giugno 2012 in Olanda-Germania, finita 2-1 per i tedeschi. Per l'amichevole del 7 giugno 2013 contro l'Indonesia il commissario tecnico della nazionale Louis van Gaal gli affida la fascia da capitano degli Oranje. L'11 ottobre 2013 realizza una tripletta nella vittoria casalinga per 8-1 contro l'Ungheria, prestazione che gli consente di raggiungere quota 41 gol e superare Kluivert, diventando il miglior marcatore di sempre degli Oranje.
Al mondiale 2014 è protagonista segnando 4 reti, tra cui la rete del momentaneo pareggio contro la Spagna, che ottiene la nomination per il FIFA Puskás Award 2014 come goal più bello dell'anno. Rimane in gruppo anche durante le qualificazioni a Euro 2016, nelle quali il 10 ottobre 2015 raggiunge quota 100 presenze nel successo per 1-2 in casa del Kazakistan. Tre giorni dopo si rende protagonista nell'ultima partita del girone giocata in casa contro la Rep. Ceca: entrato in campo alla fine del primo tempo, nella seconda metà di gioco realizza un autogol per lo 0-3 avversario, quindi negli ultimi minuti segna il gol del definitivo 2-3 (oltre a venire ammonito), risultato che condanna la squadra all'esclusione dalla fase finale. In seguito non viene più convocato per quasi due anni, tornando in campo il 31 agosto 2017 nella sconfitta per 4-0 contro la Francia durante le qualificazioni al mondiale 2018. Quella è stata la gara n. 102 in Nazionale per lui, oltre che l'ultima in assoluto. Con gli Oranje ha segnato complessivamente 50 reti, diventando il loro recordman.

### Allenatore

#### Gli inizi, Heerenveen e Feyenoord
Nel marzo 2020 torna al Feyenoord come collaboratore tecnico di Dick Advocaat, ricoprendo tale ruolo anche per la formazione Under-15 e Under-16 del club. Dopo l'esonero di Advocaat, viene confermato nello staff tecnico di Arne Slot. Dall'estate del 2023 alla primavera del 2024 ha anche allenato l'Under-18.
Il 17 maggio 2024 viene annunciato come nuovo allenatore dell'Heerenveen, a partire dal 1º luglio successivo. Il 23 febbraio 2025, con la squadra al 9º posto in classifica, risolve il contratto con la squadra olandese.
Lo stesso giorno viene annunciato il suo ritorno al Feyenoord, in quel momento 3º in Eredivisie, subentrando alla guida ad interim di Pascal Bosschaart, con un accordo valido fino al 30 giugno 2027. Al debutto in campionato pareggia contro il NEC (0-0) mentre in Champions viene eliminato subito agli ottavi dall’Inter. Con 25 punti raccolti in 11 partite termina comunque il campionato al 3º posto con la qualificazione al terzo turno di Champions. 

## Statistiche
Statistiche aggiornate al termine della carriera da calciatore.

### Presenze e reti nei club
| Stagione                 | Squadra                  | Campionato               | Campionato | Campionato | Coppe nazionali | Coppe nazionali | Coppe nazionali | Coppe continentali | Coppe continentali | Coppe continentali | Altre coppe | Altre coppe | Altre coppe | Totale | Totale |
| Stagione                 | Squadra                  | Comp                     | Pres       | Reti       | Comp            | Pres            | Reti            | Comp               | Pres               | Reti               | Comp        | Pres        | Reti        | Pres   | Reti   |
| ------------------------ | ------------------------ | ------------------------ | ---------- | ---------- | --------------- | --------------- | --------------- | ------------------ | ------------------ | ------------------ | ----------- | ----------- | ----------- | ------ | ------ |
| 2001-2002                | Feyenoord                | ED                       | 10         | 0          | CO              | 0               | 0               | CU                 | 7                  | 0                  | -           | -           | -           | 17     | 0      |
| 2002-2003                | Feyenoord                | ED                       | 23         | 8          | CO              | 3               | 7               | UCL                | 2                  | 0                  | -           | -           | -           | 28     | 15     |
| 2003-2004                | Feyenoord                | ED                       | 28         | 6          | CO              | 2               | 0               | CU                 | 3                  | 0                  | -           | -           | -           | 33     | 6      |
| 2004-2005                | Arsenal                  | PL                       | 26         | 5          | FACup+CdL       | 5+3             | 3+1             | UCL                | 6                  | 1                  | CS          | 1           | 0           | 41     | 10     |
| 2005-2006                | Arsenal                  | PL                       | 24         | 5          | FACup+CdL       | 2+4             | 0+4             | UCL                | 7                  | 2                  | CS          | 1           | 0           | 38     | 11     |
| 2006-2007                | Arsenal                  | PL                       | 22         | 11         | FACup+CdL       | 1+0             | 0               | UCL                | 8                  | 2                  | -           | -           | -           | 31     | 13     |
| 2007-2008                | Arsenal                  | PL                       | 15         | 7          | FACup+CdL       | 0+1             | 0               | UCL                | 7                  | 2                  | -           | -           | -           | 23     | 9      |
| 2008-2009                | Arsenal                  | PL                       | 28         | 11         | FACup+CdL       | 6+0             | 4               | UCL                | 10                 | 5                  | -           | -           | -           | 44     | 20     |
| 2009-2010                | Arsenal                  | PL                       | 16         | 9          | FACup+CdL       | 0               | 0               | UCL                | 4                  | 1                  | -           | -           | -           | 20     | 10     |
| 2010-2011                | Arsenal                  | PL                       | 25         | 18         | FACup+CdL       | 2+3             | 1+1             | UCL                | 3                  | 2                  | -           | -           | -           | 33     | 22     |
| 2011-2012                | Arsenal                  | PL                       | 38         | 30         | FACup+CdL       | 2+0             | 2               | UCL                | 8                  | 5                  | -           | -           | -           | 48     | 37     |
| Totale Arsenal           | Totale Arsenal           | Totale Arsenal           | 194        | 96         |                 | 29              | 16              |                    | 53                 | 20                 |             | 2           | 0           | 278    | 132    |
| 2012-2013                | Manchester United        | PL                       | 38         | 26         | FACup+CdL       | 4+0             | 1               | UCL                | 6                  | 3                  | -           | -           | -           | 48     | 30     |
| 2013-2014                | Manchester United        | PL                       | 21         | 12         | FACup+CdL       | 0               | 0               | UCL                | 6                  | 4                  | CS          | 1           | 2           | 28     | 18     |
| 2014-2015                | Manchester United        | PL                       | 27         | 10         | FACup+CdL       | 2+0             | 0               | -                  | -                  | -                  | -           | -           | -           | 29     | 10     |
| Totale Manchester United | Totale Manchester United | Totale Manchester United | 86         | 48         |                 | 6               | 1               |                    | 12                 | 7                  |             | 1           | 2           | 105    | 58     |
| 2015-2016                | Fenerbahçe               | SL                       | 31         | 16         | TK              | 5               | 5               | UCL+UEL            | 1+11               | 0+1                | -           | -           | -           | 48     | 22     |
| 2016-2017                | Fenerbahçe               | SL                       | 24         | 9          | TK              | 4               | 4               | UCL+UEL            | 0+7                | 1                  | -           | -           | -           | 35     | 14     |
| 2017-gen. 2018           | Fenerbahçe               | SL                       | 2          | 0          | TK              | 0               | 0               | UEL                | 2                  | 0                  | -           | -           | -           | 4      | 0      |
| Totale Fenerbahçe        | Totale Fenerbahçe        | Totale Fenerbahçe        | 57         | 25         |                 | 9               | 9               |                    | 21                 | 2                  |             | -           | -           | 87     | 36     |
| gen.-giu. 2018           | Feyenoord                | ED                       | 12         | 5          | CO              | 2               | 2               | -                  | -                  | -                  | -           | -           | -           | 14     | 7      |
| 2018-2019                | Feyenoord                | ED                       | 25         | 16         | CO              | 4               | 2               | UEL                | 1                  | 0                  | SO          | 1           | 0           | 31     | 18     |
| Totale Feyenoord         | Totale Feyenoord         | Totale Feyenoord         | 98         | 35         |                 | 11              | 11              |                    | 13                 | 0                  |             | 1           | 0           | 123    | 46     |
| Totale carriera          | Totale carriera          | Totale carriera          | 435        | 204        |                 | 55              | 37              |                    | 99                 | 29                 |             | 4           | 2           | 593    | 272    |

### Cronologia presenze e reti in nazionale
| Cronologia completa delle presenze e delle reti in nazionale ― Paesi Bassi | Cronologia completa delle presenze e delle reti in nazionale ― Paesi Bassi | Cronologia completa delle presenze e delle reti in nazionale ― Paesi Bassi | Cronologia completa delle presenze e delle reti in nazionale ― Paesi Bassi | Cronologia completa delle presenze e delle reti in nazionale ― Paesi Bassi | Cronologia completa delle presenze e delle reti in nazionale ― Paesi Bassi | Cronologia completa delle presenze e delle reti in nazionale ― Paesi Bassi | Cronologia completa delle presenze e delle reti in nazionale ― Paesi Bassi |
| Data                                                                       | Città                                                                      | In casa                                                                    | Risultato                                                                  | Ospiti                                                                     | Competizione                                                               | Reti                                                                       | Note                                                                       |
| -------------------------------------------------------------------------- | -------------------------------------------------------------------------- | -------------------------------------------------------------------------- | -------------------------------------------------------------------------- | -------------------------------------------------------------------------- | -------------------------------------------------------------------------- | -------------------------------------------------------------------------- | -------------------------------------------------------------------------- |
| 4-6-2005                                                                   | Rotterdam                                                                  | Paesi Bassi                                                                | 2 – 0                                                                      | Romania                                                                    | Qual. Mondiali 2006                                                        | -                                                                          | 62’                                                                        |
| 8-6-2005                                                                   | Helsinki                                                                   | Finlandia                                                                  | 0 – 4                                                                      | Paesi Bassi                                                                | Qual. Mondiali 2006                                                        | 1                                                                          | 74’                                                                        |
| 17-8-2005                                                                  | Rotterdam                                                                  | Paesi Bassi                                                                | 2 – 2                                                                      | Germania                                                                   | Amichevole                                                                 | -                                                                          | 46’                                                                        |
| 3-9-2005                                                                   | Erevan                                                                     | Armenia                                                                    | 0 – 1                                                                      | Paesi Bassi                                                                | Qual. Mondiali 2006                                                        | -                                                                          | 75’                                                                        |
| 7-9-2005                                                                   | Eindhoven                                                                  | Paesi Bassi                                                                | 4 – 0                                                                      | Andorra                                                                    | Qual. Mondiali 2006                                                        | -                                                                          |                                                                            |
| 8-10-2005                                                                  | Praga                                                                      | Rep. Ceca                                                                  | 0 – 2                                                                      | Paesi Bassi                                                                | Qual. Mondiali 2006                                                        | -                                                                          | 76’                                                                        |
| 12-10-2005                                                                 | Amsterdam                                                                  | Paesi Bassi                                                                | 0 – 0                                                                      | Macedonia                                                                  | Qual. Mondiali 2006                                                        | -                                                                          | 52’ 85’                                                                    |
| 27-5-2006                                                                  | Rotterdam                                                                  | Paesi Bassi                                                                | 1 – 0                                                                      | Camerun                                                                    | Amichevole                                                                 | -                                                                          |                                                                            |
| 1-6-2006                                                                   | Eindhoven                                                                  | Paesi Bassi                                                                | 2 – 1                                                                      | Messico                                                                    | Amichevole                                                                 | -                                                                          | 46’                                                                        |
| 4-6-2006                                                                   | Rotterdam                                                                  | Paesi Bassi                                                                | 1 – 1                                                                      | Australia                                                                  | Amichevole                                                                 | -                                                                          |                                                                            |
| 11-6-2006                                                                  | Lipsia                                                                     | Serbia                                                                     | 0 – 1                                                                      | Paesi Bassi                                                                | Mondiali 2006 - 1º turno                                                   | -                                                                          |                                                                            |
| 16-6-2006                                                                  | Stoccarda                                                                  | Costa d'Avorio                                                             | 1 – 2                                                                      | Paesi Bassi                                                                | Mondiali 2006 - 1º turno                                                   | 1                                                                          |                                                                            |
| 21-6-2006                                                                  | Francoforte sul Meno                                                       | Argentina                                                                  | 0 – 0                                                                      | Paesi Bassi                                                                | Mondiali 2006 - 1º turno                                                   | -                                                                          | 67’                                                                        |
| 25-6-2006                                                                  | Norimberga                                                                 | Paesi Bassi                                                                | 0 – 1                                                                      | Portogallo                                                                 | Mondiali 2006 - Ottavi di finale                                           | -                                                                          |                                                                            |
| 16-8-2006                                                                  | Dublino                                                                    | Irlanda                                                                    | 0 – 4                                                                      | Paesi Bassi                                                                | Amichevole                                                                 | 1                                                                          |                                                                            |
| 2-9-2006                                                                   | Lussemburgo                                                                | Lussemburgo                                                                | 0 – 1                                                                      | Paesi Bassi                                                                | Qual. Euro 2008                                                            | -                                                                          | 77’                                                                        |
| 6-9-2006                                                                   | Eindhoven                                                                  | Paesi Bassi                                                                | 3 – 0                                                                      | Bielorussia                                                                | Qual. Euro 2008                                                            | 2                                                                          | 28’                                                                        |
| 7-10-2006                                                                  | Sofia                                                                      | Bulgaria                                                                   | 1 – 1                                                                      | Paesi Bassi                                                                | Qual. Euro 2008                                                            | 1                                                                          |                                                                            |
| 11-10-2006                                                                 | Amsterdam                                                                  | Paesi Bassi                                                                | 2 – 1                                                                      | Albania                                                                    | Qual. Euro 2008                                                            | 1                                                                          |                                                                            |
| 22-8-2007                                                                  | Ginevra                                                                    | Svizzera                                                                   | 2 – 1                                                                      | Paesi Bassi                                                                | Amichevole                                                                 | -                                                                          |                                                                            |
| 8-9-2007                                                                   | Amsterdam                                                                  | Paesi Bassi                                                                | 2 – 0                                                                      | Bulgaria                                                                   | Qual. Euro 2008                                                            | -                                                                          |                                                                            |
| 12-9-2007                                                                  | Tirana                                                                     | Albania                                                                    | 0 – 1                                                                      | Paesi Bassi                                                                | Qual. Euro 2008                                                            | -                                                                          | 37’ 46’                                                                    |
| 17-10-2007                                                                 | Eindhoven                                                                  | Paesi Bassi                                                                | 2 – 0                                                                      | Slovenia                                                                   | Qual. Euro 2008                                                            | -                                                                          | 60’                                                                        |
| 26-3-2008                                                                  | Vienna                                                                     | Austria                                                                    | 3 – 4                                                                      | Paesi Bassi                                                                | Amichevole                                                                 | -                                                                          | 69’                                                                        |
| 9-6-2008                                                                   | Berna                                                                      | Italia                                                                     | 0 – 3                                                                      | Paesi Bassi                                                                | Euro 2008 - 1º turno                                                       | -                                                                          | 70’                                                                        |
| 13-6-2008                                                                  | Berna                                                                      | Francia                                                                    | 1 – 4                                                                      | Paesi Bassi                                                                | Euro 2008 - 1º turno                                                       | 1                                                                          | 55’                                                                        |
| 17-6-2008                                                                  | Berna                                                                      | Paesi Bassi                                                                | 2 – 0                                                                      | Romania                                                                    | Euro 2008 - 1º turno                                                       | 1                                                                          |                                                                            |
| 21-6-2008                                                                  | Basilea                                                                    | Paesi Bassi                                                                | 1 – 3                                                                      | Russia                                                                     | Euro 2008 - Quarti di finale                                               | -                                                                          | 46’ 55’                                                                    |
| 20-8-2008                                                                  | Mosca                                                                      | Russia                                                                     | 1 – 1                                                                      | Paesi Bassi                                                                | Amichevole                                                                 | 1                                                                          | 72’                                                                        |
| 6-9-2008                                                                   | Eindhoven                                                                  | Paesi Bassi                                                                | 1 – 2                                                                      | Australia                                                                  | Amichevole                                                                 | -                                                                          | 46’                                                                        |
| 10-9-2008                                                                  | Skopje                                                                     | Macedonia                                                                  | 1 – 2                                                                      | Paesi Bassi                                                                | Qual. Mondiali 2010                                                        | -                                                                          | 14’ 70’                                                                    |
| 15-10-2008                                                                 | Oslo                                                                       | Norvegia                                                                   | 0 – 1                                                                      | Paesi Bassi                                                                | Qual. Mondiali 2010                                                        | -                                                                          | 57’                                                                        |
| 19-11-2008                                                                 | Amsterdam                                                                  | Paesi Bassi                                                                | 3 – 1                                                                      | Svezia                                                                     | Amichevole                                                                 | 2                                                                          |                                                                            |
| 11-2-2009                                                                  | Radès                                                                      | Tunisia                                                                    | 1 – 1                                                                      | Paesi Bassi                                                                | Amichevole                                                                 | -                                                                          | 46’                                                                        |
| 28-3-2009                                                                  | Amsterdam                                                                  | Paesi Bassi                                                                | 3 – 0                                                                      | Scozia                                                                     | Qual. Mondiali 2010                                                        | 1                                                                          | 65’                                                                        |
| 6-6-2009                                                                   | Reykjavík                                                                  | Islanda                                                                    | 1 – 2                                                                      | Paesi Bassi                                                                | Qual. Mondiali 2010                                                        | -                                                                          |                                                                            |
| 10-6-2009                                                                  | Rotterdam                                                                  | Paesi Bassi                                                                | 2 – 0                                                                      | Norvegia                                                                   | Qual. Mondiali 2010                                                        | -                                                                          | 83’                                                                        |
| 12-8-2009                                                                  | Amsterdam                                                                  | Paesi Bassi                                                                | 2 – 2                                                                      | Inghilterra                                                                | Amichevole                                                                 | -                                                                          | 46’                                                                        |
| 5-9-2009                                                                   | Enschede                                                                   | Paesi Bassi                                                                | 3 – 0                                                                      | Giappone                                                                   | Amichevole                                                                 | 1                                                                          |                                                                            |
| 9-9-2009                                                                   | Glasgow                                                                    | Scozia                                                                     | 0 – 1                                                                      | Paesi Bassi                                                                | Qual. Mondiali 2010                                                        | -                                                                          | 17’ 84’                                                                    |
| 14-11-2009                                                                 | Pescara                                                                    | Italia                                                                     | 0 – 0                                                                      | Paesi Bassi                                                                | Amichevole                                                                 | -                                                                          | 15’                                                                        |
| 26-5-2010                                                                  | Friburgo in Brisgovia                                                      | Messico                                                                    | 1 – 2                                                                      | Paesi Bassi                                                                | Amichevole                                                                 | 2                                                                          | 64’                                                                        |
| 1-6-2010                                                                   | Rotterdam                                                                  | Paesi Bassi                                                                | 4 – 1                                                                      | Ghana                                                                      | Amichevole                                                                 | 1                                                                          |                                                                            |
| 5-6-2010                                                                   | Amsterdam                                                                  | Paesi Bassi                                                                | 6 – 1                                                                      | Ungheria                                                                   | Amichevole                                                                 | 1                                                                          | 68’                                                                        |
| 14-6-2010                                                                  | Johannesburg                                                               | Danimarca                                                                  | 0 – 2                                                                      | Paesi Bassi                                                                | Mondiali 2010 - 1º turno                                                   | -                                                                          | 49’ 77’                                                                    |
| 19-6-2010                                                                  | Durban                                                                     | Giappone                                                                   | 0 – 1                                                                      | Paesi Bassi                                                                | Mondiali 2010 - 1º turno                                                   | -                                                                          | 88’                                                                        |
| 24-6-2010                                                                  | Città del Capo                                                             | Camerun                                                                    | 1 – 2                                                                      | Paesi Bassi                                                                | Mondiali 2010 - 1º turno                                                   | 1                                                                          | 59’                                                                        |
| 28-6-2010                                                                  | Durban                                                                     | Paesi Bassi                                                                | 2 – 1                                                                      | Slovacchia                                                                 | Mondiali 2010 - Ottavi di finale                                           | -                                                                          | 80’                                                                        |
| 2-7-2010                                                                   | Port Elizabeth                                                             | Brasile                                                                    | 1 – 2                                                                      | Paesi Bassi                                                                | Mondiali 2010 - Quarti di finale                                           | -                                                                          | 85’                                                                        |
| 6-7-2010                                                                   | Città del Capo                                                             | Uruguay                                                                    | 2 – 3                                                                      | Paesi Bassi                                                                | Mondiali 2010 - Semifinale                                                 | -                                                                          |                                                                            |
| 11-07-2010                                                                 | Johannesburg                                                               | Paesi Bassi                                                                | 0 – 1                                                                      | Spagna                                                                     | Mondiali 2010 - Finale                                                     | -                                                                          | 15’                                                                        |
| 17-11-2010                                                                 | Amsterdam                                                                  | Paesi Bassi                                                                | 1 – 0                                                                      | Turchia                                                                    | Amichevole                                                                 | -                                                                          | 46’                                                                        |
| 25-3-2011                                                                  | Budapest                                                                   | Ungheria                                                                   | 0 – 4                                                                      | Paesi Bassi                                                                | Qual. Euro 2012                                                            | 1                                                                          | 18’                                                                        |
| 29-3-2011                                                                  | Amsterdam                                                                  | Paesi Bassi                                                                | 5 – 3                                                                      | Ungheria                                                                   | Qual. Euro 2012                                                            | 1                                                                          | 46’                                                                        |
| 4-6-2011                                                                   | Goiânia                                                                    | Brasile                                                                    | 0 – 0                                                                      | Paesi Bassi                                                                | Amichevole                                                                 | -                                                                          | 64’                                                                        |
| 8-6-2011                                                                   | Montevideo                                                                 | Uruguay                                                                    | 1 – 1                                                                      | Paesi Bassi                                                                | Copa Confraternidad 2011                                                   | -                                                                          |                                                                            |
| 2-9-2011                                                                   | Eindhoven                                                                  | Paesi Bassi                                                                | 11 – 0                                                                     | San Marino                                                                 | Qual. Euro 2012                                                            | 4                                                                          |                                                                            |
| 6-9-2011                                                                   | Helsinki                                                                   | Finlandia                                                                  | 0 – 2                                                                      | Paesi Bassi                                                                | Qual. Euro 2012                                                            | -                                                                          | 68’                                                                        |
| 7-10-2011                                                                  | Rotterdam                                                                  | Paesi Bassi                                                                | 1 – 0                                                                      | Moldavia                                                                   | Qual. Euro 2012                                                            | -                                                                          |                                                                            |
| 11-10-2011                                                                 | Stoccolma                                                                  | Svezia                                                                     | 3 – 2                                                                      | Paesi Bassi                                                                | Qual. Euro 2012                                                            | -                                                                          |                                                                            |
| 11-11-2011                                                                 | Amsterdam                                                                  | Paesi Bassi                                                                | 0 – 0                                                                      | Svizzera                                                                   | Amichevole                                                                 | -                                                                          |                                                                            |
| 29-2-2012                                                                  | Londra                                                                     | Inghilterra                                                                | 2 – 3                                                                      | Paesi Bassi                                                                | Amichevole                                                                 | -                                                                          | 46’                                                                        |
| 26-5-2012                                                                  | Amsterdam                                                                  | Paesi Bassi                                                                | 1 – 2                                                                      | Bulgaria                                                                   | Amichevole                                                                 | 1                                                                          |                                                                            |
| 30-5-2012                                                                  | Rotterdam                                                                  | Paesi Bassi                                                                | 2 – 0                                                                      | Slovacchia                                                                 | Amichevole                                                                 | -                                                                          | 68’                                                                        |
| 2-6-2012                                                                   | Amsterdam                                                                  | Paesi Bassi                                                                | 6 – 0                                                                      | Irlanda del Nord                                                           | Amichevole                                                                 | 2                                                                          | 57’                                                                        |
| 9-6-2012                                                                   | Charkiv                                                                    | Paesi Bassi                                                                | 0 – 1                                                                      | Danimarca                                                                  | Euro 2012 - 1º turno                                                       | -                                                                          |                                                                            |
| 13-6-2012                                                                  | Charkiv                                                                    | Paesi Bassi                                                                | 1 – 2                                                                      | Germania                                                                   | Euro 2012 - 1º turno                                                       | 1                                                                          |                                                                            |
| 17-6-2012                                                                  | Charkiv                                                                    | Portogallo                                                                 | 2 – 1                                                                      | Paesi Bassi                                                                | Euro 2012 - 1º turno                                                       | -                                                                          | 69’                                                                        |
| 7-9-2012                                                                   | Amsterdam                                                                  | Paesi Bassi                                                                | 2 – 0                                                                      | Turchia                                                                    | Qual. Mondiali 2014                                                        | 1                                                                          |                                                                            |
| 11-9-2012                                                                  | Budapest                                                                   | Ungheria                                                                   | 1 – 4                                                                      | Paesi Bassi                                                                | Qual. Mondiali 2014                                                        | -                                                                          | 46’                                                                        |
| 16-10-2012                                                                 | Bucarest                                                                   | Romania                                                                    | 1 – 4                                                                      | Paesi Bassi                                                                | Qual. Mondiali 2014                                                        | 1                                                                          |                                                                            |
| 6-2-2013                                                                   | Amsterdam                                                                  | Paesi Bassi                                                                | 1 – 1                                                                      | Italia                                                                     | Amichevole                                                                 | -                                                                          | 46’                                                                        |
| 22-3-2013                                                                  | Amsterdam                                                                  | Paesi Bassi                                                                | 3 – 0                                                                      | Estonia                                                                    | Qual. Mondiali 2014                                                        | 1                                                                          |                                                                            |
| 26-3-2013                                                                  | Amsterdam                                                                  | Paesi Bassi                                                                | 4 – 0                                                                      | Romania                                                                    | Qual. Mondiali 2014                                                        | 2                                                                          | 86’                                                                        |
| 7-6-2013                                                                   | Giacarta                                                                   | Indonesia                                                                  | 0 – 3                                                                      | Paesi Bassi                                                                | Amichevole                                                                 | -                                                                          | 46’                                                                        |
| 11-6-2013                                                                  | Pechino                                                                    | Cina                                                                       | 0 – 2                                                                      | Paesi Bassi                                                                | Amichevole                                                                 | 1                                                                          |                                                                            |
| 14-8-2013                                                                  | Faro                                                                       | Portogallo                                                                 | 1 – 1                                                                      | Paesi Bassi                                                                | Amichevole                                                                 | -                                                                          | 58’                                                                        |
| 6-9-2013                                                                   | Tallinn                                                                    | Estonia                                                                    | 2 – 2                                                                      | Paesi Bassi                                                                | Qual. Mondiali 2014                                                        | 1                                                                          |                                                                            |
| 10-9-2013                                                                  | Andorra La Vella                                                           | Andorra                                                                    | 0 – 2                                                                      | Paesi Bassi                                                                | Qual. Mondiali 2014                                                        | 2                                                                          |                                                                            |
| 11-10-2013                                                                 | Amsterdam                                                                  | Paesi Bassi                                                                | 8 – 1                                                                      | Ungheria                                                                   | Qual. Mondiali 2014                                                        | 3                                                                          | 61’                                                                        |
| 15-10-2013                                                                 | Istanbul                                                                   | Turchia                                                                    | 0 – 2                                                                      | Paesi Bassi                                                                | Qual. Mondiali 2014                                                        | -                                                                          | 46’                                                                        |
| 5-3-2014                                                                   | Saint-Denis                                                                | Francia                                                                    | 2 – 0                                                                      | Paesi Bassi                                                                | Amichevole                                                                 | -                                                                          |                                                                            |
| 17-5-2014                                                                  | Amsterdam                                                                  | Paesi Bassi                                                                | 1 – 1                                                                      | Ecuador                                                                    | Amichevole                                                                 | 1                                                                          | 79’                                                                        |
| 31-5-2014                                                                  | Rotterdam                                                                  | Paesi Bassi                                                                | 1 – 0                                                                      | Ghana                                                                      | Amichevole                                                                 | 1                                                                          | 74’                                                                        |
| 4-6-2014                                                                   | Amsterdam                                                                  | Paesi Bassi                                                                | 2 – 0                                                                      | Galles                                                                     | Amichevole                                                                 | -                                                                          | 46’                                                                        |
| 13-6-2014                                                                  | Salvador                                                                   | Spagna                                                                     | 1 – 5                                                                      | Paesi Bassi                                                                | Mondiali 2014 - 1º turno                                                   | 2                                                                          | 79’                                                                        |
| 18-6-2014                                                                  | Porto Alegre                                                               | Australia                                                                  | 2 – 3                                                                      | Paesi Bassi                                                                | Mondiali 2014 - 1º turno                                                   | 1                                                                          | 47’ 87’                                                                    |
| 29-6-2014                                                                  | Fortaleza                                                                  | Paesi Bassi                                                                | 2 – 1                                                                      | Messico                                                                    | Mondiali 2014 - Ottavi di finale                                           | -                                                                          | 76’                                                                        |
| 5-7-2014                                                                   | Salvador                                                                   | Paesi Bassi                                                                | 0 – 0 dts (4 - 3 dtr)                                                      | Costa Rica                                                                 | Mondiali 2014 - Quarti di finale                                           | -                                                                          |                                                                            |
| 9-7-2014                                                                   | San Paolo                                                                  | Paesi Bassi                                                                | 0 – 0 dts (2 - 4 dtr)                                                      | Argentina                                                                  | Mondiali 2014 - Semifinale                                                 | -                                                                          | 90+6’                                                                      |
| 12-7-2014                                                                  | Brasilia                                                                   | Brasile                                                                    | 0 – 3                                                                      | Paesi Bassi                                                                | Mondiali 2014 - 3º posto                                                   | 1                                                                          |                                                                            |
| 4-9-2014                                                                   | Bari                                                                       | Italia                                                                     | 2 – 0                                                                      | Paesi Bassi                                                                | Amichevole                                                                 | -                                                                          | 81’                                                                        |
| 9-9-2014                                                                   | Praga                                                                      | Rep. Ceca                                                                  | 2 – 1                                                                      | Paesi Bassi                                                                | Qual. Euro 2016                                                            | -                                                                          |                                                                            |
| 10-10-2014                                                                 | Amsterdam                                                                  | Paesi Bassi                                                                | 3 – 1                                                                      | Kazakistan                                                                 | Qual. Euro 2016                                                            | 1                                                                          |                                                                            |
| 13-10-2014                                                                 | Reykjavík                                                                  | Islanda                                                                    | 2 – 0                                                                      | Paesi Bassi                                                                | Qual. Euro 2016                                                            | -                                                                          |                                                                            |
| 16-11-2014                                                                 | Amsterdam                                                                  | Paesi Bassi                                                                | 6 – 0                                                                      | Lettonia                                                                   | Qual. Euro 2016                                                            | 1                                                                          | 79’                                                                        |
| 5-6-2015                                                                   | Amsterdam                                                                  | Paesi Bassi                                                                | 3 – 4                                                                      | Stati Uniti                                                                | Amichevole                                                                 | -                                                                          | 57’                                                                        |
| 12-6-2015                                                                  | Riga                                                                       | Lettonia                                                                   | 0 – 2                                                                      | Paesi Bassi                                                                | Qual. Euro 2016                                                            | -                                                                          | 63’                                                                        |
| 6-9-2015                                                                   | Konya                                                                      | Turchia                                                                    | 3 – 0                                                                      | Paesi Bassi                                                                | Qual. Euro 2016                                                            | -                                                                          | 36’                                                                        |
| 10-10-2015                                                                 | Astana                                                                     | Kazakistan                                                                 | 1 – 2                                                                      | Paesi Bassi                                                                | Qual. Euro 2016                                                            | -                                                                          | 87’                                                                        |
| 13-10-2015                                                                 | Amsterdam                                                                  | Paesi Bassi                                                                | 2 – 3                                                                      | Rep. Ceca                                                                  | Qual. Euro 2016                                                            | 1                                                                          | 39’ 88’                                                                    |
| 31-8-2017                                                                  | Saint-Denis                                                                | Francia                                                                    | 4 – 0                                                                      | Paesi Bassi                                                                | Qual. Mondiali 2018                                                        | -                                                                          | 64’                                                                        |
| Totale                                                                     |                                                                            | Presenze (8º posto)                                                        | 102                                                                        |                                                                            | Reti (1º posto)                                                            | 50                                                                         |                                                                            |

### Statistiche da allenatore
Statistiche aggiornate al 18 maggio 2025. In grassetto le competizioni vinte.
| Stagione        | Squadra         | Campionato      | Campionato | Campionato | Campionato | Campionato | Coppe nazionali | Coppe nazionali | Coppe nazionali | Coppe nazionali | Coppe nazionali | Coppe continentali | Coppe continentali | Coppe continentali | Coppe continentali | Coppe continentali | Altre coppe | Altre coppe | Altre coppe | Altre coppe | Altre coppe | Totale | Totale | Totale | Totale | % Vittorie | Piazzamento |
| Stagione        | Squadra         | Comp            | G          | V          | N          | P          | Comp            | G               | V               | N               | P               | Comp               | G                  | V                  | N                  | P                  | Comp        | G           | V           | N           | P           | G      | V      | N      | P      | %          | Piazzamento |
| --------------- | --------------- | --------------- | ---------- | ---------- | ---------- | ---------- | --------------- | --------------- | --------------- | --------------- | --------------- | ------------------ | ------------------ | ------------------ | ------------------ | ------------------ | ----------- | ----------- | ----------- | ----------- | ----------- | ------ | ------ | ------ | ------ | ---------- | ----------- |
| 2024-feb. 2025  | Heerenveen      | ED              | 23         | 7          | 6          | 10         | CO              | 3               | 2               | 0               | 1               | -                  | -                  | -                  | -                  | -                  | -           | -           | -           | -           | -           | 26     | 9      | 6      | 11     | 34,62      | Risoluz.    |
| feb.-giu. 2025  | Feyenoord       | ED              | 11         | 8          | 1          | 2          | CO              | -               | -               | -               | -               | UCL                | 2                  | 0                  | 0                  | 2                  | SO          | -           | -           | -           | -           | 13     | 8      | 1      | 4      | 61,54      | Sub., 3º    |
| Totale carriera | Totale carriera | Totale carriera | 34         | 15         | 7          | 12         |                 | 3               | 2               | 0               | 1               |                    | 2                  | 0                  | 0                  | 2                  |             | -           | -           | -           | -           | 39     | 17     | 7      | 15     | 43,59      |             |

## Palmarès

### Giocatore

#### Club

##### Competizioni nazionali
- Community Shield: 2

Arsenal: 2004
Manchester United: 2013
- Coppa d'Inghilterra: 1

Arsenal: 2004-2005
- Campionato inglese: 1

Manchester United: 2012-2013
- Coppa dei Paesi Bassi: 1

Feyenoord: 2017-2018
- Supercoppa dei Paesi Bassi: 1

Feyenoord: 2018

##### Competizioni internazionali
- Coppa UEFA: 1

Feyenoord: 2001-2002

#### Individuale
- Miglior talento dell'anno in Eredivisie: 1

2001-2002
- Capocannoniere della KNVB beker: 1

2002-2003 (7 gol)
- FA Premier League Player of the Month: 3

Novembre 2005, ottobre 2009, ottobre 2011
- Capocannoniere della Premier League: 2

2011-2012 (30 gol), 2012-2013 (26 gol)
- Calciatore dell'anno della PFA: 1

2012
- Giocatore dell'anno della FWA: 1

2012
- Squadra dell'anno della PFA: 2

2012, 2013
- ESM Team of the Year: 1

2011-2012